# Чинови у Југословенској војсци
Чинови у Војсци Краљевине Југославије означавали су степен старешинства међу војницима, морнарима, питомцима војних школа, млађим и старијим официрима, генералима који су као војници, морнари, војници по уговору на одређено време, питомци војних школа, активних војних лица, резервни састав и остали припадници оружаних снага чинили систем оружаних снага Краљевине Југославије.

## Чинови
Чинови у сувоземној војсци Краљевине Југославије одговарали су чиновима у краљевском ратном ваздухопловству док су се официрски и генералски чинови у ратној морнарици разликовали. Пензионисани официри су прелазили у резервни састав и имали су испред чина префикс рез. што је означавало да у том тренутку нису биле у професионалном војном саставу.
У Југословенској краљевској војсци су постојали следећи чинови и делили су се на:
- чинове војника и морнара:
  - каплар / морнар I класе
  - поднаредник
  - наредник
- чинове подофицира:
  - наредник-водник треће класе (ваздухопловни вођа III класе) / морнарички вођа III класе
  - наредник-водник друге класе (ваздухопловни вођа II класе) / морнарички вођа II класе
  - наредник-водник прве класе (ваздухопловни вођа I класе) / морнарички вођа I класе[а]
- чинове официра:
  - потпоручник / поручник корвете
  - поручник / поручник фрегате
  - капетан II класе / поручник бојног брода II класе
  - капетан I класе / поручник бојног брода II класе
  - мајор / капетан корвете
  - потпуковник / капетан фрегате
  - пуковник / капетан бојног брода
- чинове генерала и адмирала:
  - бригадни генерал / контраадмирал
  - дивизијски генерал / вицеадмирал
  - армијски генерал / адмирал
  - војвода

Током постојања Краљевине Југославије постојао је само један чин који је био издвојен из структуре редовних унапређења и то је био чин војводе. Овај чин се могао добити само у рату за нарочите ратне заслуге. Чин је обједињавао сва три вида војске, међутим током постојања Краљевине Југославије нико није унапређен. Краљ као врховни командант је био носилац овог чина а поред краља још тројица генерала су имали ово звање из раније војске: Степа Степановић, Живојин Мишић и Петар Бојовић.
|                                                  | Југословенска краљевска Сувоземна Војска | Југословенско краљевско Ратно Ваздухопловство | Југословенска краљевска Ратна Морнарица |
| ------------------------------------------------ | ---------------------------------------- | --------------------------------------------- | --------------------------------------- |
| Врховни командант и помоћник врховног команданта | Војвода                                  | Војвода                                       | Војвода                                 |
| Генерали и адмирали                              | Армијски генерал                         | Армијски генерал                              | Адмирал                                 |
| Генерали и адмирали                              | Дивизијски генерал                       | Дивизијски генерал                            | Вице адмирал                            |
| Генерали и адмирали                              | Бригадни генерал                         | Бригадни генерал                              | Контра адмирал                          |
| Виши официрски чинови                            | Пуковник                                 | Пуковник                                      | Капетан бојног брода                    |
| Виши официрски чинови                            | Потпуковник                              | Потпуковник                                   | Капетан фрегате                         |
| Виши официрски чинови                            | Мајор                                    | Мајор                                         | Капетан корвете                         |
| Нижи официрски чинови                            | Капетан I класе                          | Капетан I класе                               | Поручник бојног брода I класе           |
| Нижи официрски чинови                            | Капетан II класе                         | Капетан II класе                              | Поручник бојног брода II класе          |
| Нижи официрски чинови                            | Поручник                                 | Поручник                                      | Поручник фрегате                        |
| Нижи официрски чинови                            | Потпоручник                              | Потпоручник                                   | Поручник корвете                        |
| Подофицирски чинови                              | Наредник-водник I класе                  | Ваздухопловни вођа I kласе                    | Морнарички вођа I класе                 |
| Подофицирски чинови                              | Наредник-водник II класе                 | Ваздухопловни вођа II класе                   | Морнарички вођа II класе                |
| Подофицирски чинови                              | Наредник-водник III класе                | Ваздухопловни вођа III класе                  | Морнарички вођа III класе               |
| Војнички чинови                                  | Наредник                                 | Ваздухопловни наредник                        | Морнарички наредник                     |
| Војнички чинови                                  | Поднаредник                              | Ваздухопловни поднаредник                     | Морнарички поднаредник                  |
| Војнички чинови                                  | Каплар                                   | Ваздухопловни каплар                          | Морнар I класе                          |

## Главни родови војске

### Артиљерија, техничка служба у артиљерији

#### Официри
|                               |                               |                               |                               |                               |                               |                               |                               |                               |                               |                       |                       |                          |                          |                    |                    |                              |                               |                       |                       |                       |                          |                          |                          |  |  |  |  |  |  |  |  |  |  |  |  |  |
| Артиљеријско-технички генерал | Артиљеријско-технички генерал | Артиљеријски бригадни генерал | Артиљеријски бригадни генерал | Артиљеријски бригадни генерал | Артиљеријски бригадни генерал | Артиљеријски бригадни генерал | Артиљеријски бригадни генерал | Артиљеријски бригадни генерал | Артиљеријски бригадни генерал | Артиљеријски пуковник | Артиљеријски пуковник | Артиљеријски потпуковник | Артиљеријски потпуковник | Артиљеријски мајор | Артиљеријски мајор | Артиљеријски капетан I класе | Артиљеријски капетан II класе | Артиљеријски поручник | Артиљеријски поручник | Артиљеријски поручник | Артиљеријски потпоручник | Артиљеријски потпоручник | Артиљеријски потпоручник |  |  |  |  |  |  |  |  |  |  |  |  |  |

#### Подофицири и војници
|                                      |                                      |                                       |                                       |                                        |                                        |                                        |                                        |                                        |                                        |                       |                       |                       |                       |                       |                       |                          |                          |                          |                          |                     |                     |           |           |  |
| Артиљеријски наредник-водник I класе | Артиљеријски наредник-водник I класе | Артиљеријски наредник-водник II класе | Артиљеријски наредник-водник II класе | Артиљеријски наредник-водник III класе | Артиљеријски наредник-водник III класе | Артиљеријски наредник-водник III класе | Артиљеријски наредник-водник III класе | Артиљеријски наредник-водник III класе | Артиљеријски наредник-водник III класе | Артиљеријски наредник | Артиљеријски наредник | Артиљеријски наредник | Артиљеријски наредник | Артиљеријски наредник | Артиљеријски наредник | Артиљеријски поднаредник | Артиљеријски поднаредник | Артиљеријски поднаредник | Артиљеријски поднаредник | Артиљеријски каплар | Артиљеријски каплар | Артиљерац | Артиљерац |  |

### Коњица

#### Официри
|                          |                          |                          |                          |                          |                          |                          |                          |                          |                          |                  |                  |                     |                     |               |               |                            |                             |                  |                  |                  |                     |                     |                     |  |  |  |  |  |  |  |  |  |  |  |  |  |
| Коњички бригадни генерал | Коњички бригадни генерал | Коњички бригадни генерал | Коњички бригадни генерал | Коњички бригадни генерал | Коњички бригадни генерал | Коњички бригадни генерал | Коњички бригадни генерал | Коњички бригадни генерал | Коњички бригадни генерал | Коњички пуковник | Коњички пуковник | Коњички потпуковник | Коњички потпуковник | Коњички мајор | Коњички мајор | Коњички капетан прве класе | Коњички капетан друге класе | Коњички поручник | Коњички поручник | Коњички поручник | Коњички потпоручник | Коњички потпоручник | Коњички потпоручник |  |  |  |  |  |  |  |  |  |  |  |  |  |

#### Подофицири и војници
|                                 |                                 |                                  |                                  |                                   |                                   |                                   |                                   |                                   |                                   |                  |                  |                  |                  |                  |                  |                     |                     |                     |                     |                |                |         |         |  |
| Коњички наредник-водник I класе | Коњички наредник-водник I класе | Коњички наредник-водник II класе | Коњички наредник-водник II класе | Коњички наредник-водник III класе | Коњички наредник-водник III класе | Коњички наредник-водник III класе | Коњички наредник-водник III класе | Коњички наредник-водник III класе | Коњички наредник-водник III класе | Коњички наредник | Коњички наредник | Коњички наредник | Коњички наредник | Коњички наредник | Коњички наредник | Коњички поднаредник | Коњички поднаредник | Коњички поднаредник | Коњички поднаредник | Коњички каплар | Коњички каплар | Коњаник | Коњаник |  |

### Инжињерска, геодетска и техничка служба у инжињерији

#### Официри
|                             |                             |                             |                             |                             |                             |                             |                             |                             |                             |                     |                     |                        |                        |                  |                  |                               |                                |                     |                     |                     |                        |                        |                        |  |  |  |  |  |  |  |  |  |  |  |  |  |
| Инжињерско-технички генерал | Инжињерско-технички генерал | Инжињерски бригадни генерал | Инжињерски бригадни генерал | Инжињерски бригадни генерал | Инжињерски бригадни генерал | Инжињерски бригадни генерал | Инжињерски бригадни генерал | Инжињерски бригадни генерал | Инжињерски бригадни генерал | Инжињерски пуковник | Инжињерски пуковник | Инжињерски потпуковник | Инжињерски потпуковник | Инжињерски мајор | Инжињерски мајор | Инжињерски капетан прве класе | Инжињерски капетан друге класе | Инжињерски поручник | Инжињерски поручник | Инжињерски поручник | Инжињерски потпоручник | Инжињерски потпоручник | Инжињерски потпоручник |  |  |  |  |  |  |  |  |  |  |  |  |  |

#### Подофицири и војници
|                                    |                                    |                                     |                                     |                                      |                                      |                                      |                                      |                                      |                                      |                     |                     |                     |                     |                     |                     |                        |                        |                        |                        |                   |                   |           |           |  |
| Инжињерски наредник-водник I класе | Инжињерски наредник-водник I класе | Инжињерски наредник-водник II класе | Инжињерски наредник-водник II класе | Инжињерски наредник-водник III класе | Инжињерски наредник-водник III класе | Инжињерски наредник-водник III класе | Инжињерски наредник-водник III класе | Инжињерски наредник-водник III класе | Инжињерски наредник-водник III класе | Инжињерски наредник | Инжињерски наредник | Инжињерски наредник | Инжињерски наредник | Инжињерски наредник | Инжињерски наредник | Инжињерски поднаредник | Инжињерски поднаредник | Инжињерски поднаредник | Инжињерски поднаредник | Инжињерски каплар | Инжињерски каплар | Инжињерац | Инжињерац |  |

## Помоћни род војске

### Жандармерија

#### Официри
|                                 |                                 |                                 |                                 |                                 |                                 |                                 |                                 |                                 |                                 |                         |                         |                            |                            |                      |                      |                                   |                                    |                         |                         |                         |                            |                            |                            |  |  |  |  |  |  |  |  |  |  |  |  |  |
| Жандармеријски бригадни генерал | Жандармеријски бригадни генерал | Жандармеријски бригадни генерал | Жандармеријски бригадни генерал | Жандармеријски бригадни генерал | Жандармеријски бригадни генерал | Жандармеријски бригадни генерал | Жандармеријски бригадни генерал | Жандармеријски бригадни генерал | Жандармеријски бригадни генерал | Жандармеријски пуковник | Жандармеријски пуковник | Жандармеријски потпуковник | Жандармеријски потпуковник | Жандармеријски мајор | Жандармеријски мајор | Жандармеријски капетан прве класе | Жандармеријски капетан друге класе | Жандармеријски поручник | Жандармеријски поручник | Жандармеријски поручник | Жандармеријски потпоручник | Жандармеријски потпоручник | Жандармеријски потпоручник |  |  |  |  |  |  |  |  |  |  |  |  |  |

#### Подофицири и војници
|                                        |                                        |                                         |                                         |                                          |                                          |                                          |                                          |                                          |                                          |                         |                         |                         |                         |                         |                         |                            |                            |                            |                            |                       |                       |         |         |  |
| Жандармеријски наредник-водник I класе | Жандармеријски наредник-водник I класе | Жандармеријски наредник-водник II класе | Жандармеријски наредник-водник II класе | Жандармеријски наредник-водник III класе | Жандармеријски наредник-водник III класе | Жандармеријски наредник-водник III класе | Жандармеријски наредник-водник III класе | Жандармеријски наредник-водник III класе | Жандармеријски наредник-водник III класе | Жандармеријски наредник | Жандармеријски наредник | Жандармеријски наредник | Жандармеријски наредник | Жандармеријски наредник | Жандармеријски наредник | Жандармеријски поднаредник | Жандармеријски поднаредник | Жандармеријски поднаредник | Жандармеријски поднаредник | Жандармеријски каплар | Жандармеријски каплар | Жандарм | Жандарм |  |

## Службе у Југословенској војсци

### Генералштабна служба
|                                  |                                  |                                  |                                  |                                  |                                  |                                  |                                  |                                |                                |                        |                        |                           |                           |                     |                     |  |  |  |  |  |  |  |  |  |  |  |  |  |  |  |  |  |  |  |  |  |
| Генералштабни дивизијски генерал | Генералштабни дивизијски генерал | Генералштабни дивизијски генерал | Генералштабни дивизијски генерал | Генералштабни дивизијски генерал | Генералштабни дивизијски генерал | Генералштабни дивизијски генерал | Генералштабни дивизијски генерал | Генералштабни бригадни генерал | Генералштабни бригадни генерал | Генералштабни пуковник | Генералштабни пуковник | Генералштабни потпуковник | Генералштабни потпуковник | Генералштабни мајор | Генералштабни мајор |  |  |  |  |  |  |  |  |  |  |  |  |  |  |  |  |  |  |  |  |  |

### Санитетска служба

#### Официри
|                    |                    |                             |                             |                             |                             |                             |                             |                             |                             |                     |                     |                        |                        |                  |                  |                               |                                |                     |                     |                     |                        |                        |                        |  |  |  |  |  |  |  |  |  |  |  |  |  |
| Санитетски генерал | Санитетски генерал | Санитетски бригадни генерал | Санитетски бригадни генерал | Санитетски бригадни генерал | Санитетски бригадни генерал | Санитетски бригадни генерал | Санитетски бригадни генерал | Санитетски бригадни генерал | Санитетски бригадни генерал | Санитетски пуковник | Санитетски пуковник | Санитетски потпуковник | Санитетски потпуковник | Санитетски мајор | Санитетски мајор | Санитетски капетан прве класе | Санитетски капетан друге класе | Санитетски поручник | Санитетски поручник | Санитетски поручник | Санитетски потпоручник | Санитетски потпоручник | Санитетски потпоручник |  |  |  |  |  |  |  |  |  |  |  |  |  |

#### Подофицири и војници
|                                     |                                     |                                      |                                      |                                       |                                       |                                       |                                       |                                       |                                       |                      |                      |                      |                      |                      |                      |                         |                         |                         |                         |                    |                    |          |          |  |
| Болничарски наредник-Ввдник I класе | Болничарски наредник-Ввдник I класе | Болничарски наредник-водник II класе | Болничарски наредник-водник II класе | Болничарски наредник-водник III класе | Болничарски наредник-водник III класе | Болничарски наредник-водник III класе | Болничарски наредник-водник III класе | Болничарски наредник-водник III класе | Болничарски наредник-водник III класе | Болничарски наредник | Болничарски наредник | Болничарски наредник | Болничарски наредник | Болничарски наредник | Болничарски наредник | Болничарски поднаредник | Болничарски поднаредник | Болничарски поднаредник | Болничарски поднаредник | Болничарски каплар | Болничарски каплар | Болничар | Болничар |  |

### Интендантска служба
|                      |                      |                               |                               |                               |                               |                               |                               |                               |                               |                       |                       |                          |                          |                    |                    |                                 |                                  |                       |                       |                       |                          |                          |                          |  |  |  |  |  |  |  |  |  |  |  |  |  |
| Интендантски генерал | Интендантски генерал | Интендантски бригадни генерал | Интендантски бригадни генерал | Интендантски бригадни генерал | Интендантски бригадни генерал | Интендантски бригадни генерал | Интендантски бригадни генерал | Интендантски бригадни генерал | Интендантски бригадни генерал | Интендантски пуковник | Интендантски пуковник | Интендантски потпуковник | Интендантски потпуковник | Интендантски мајор | Интендантски мајор | Интендантски капетан прве класе | Интендантски капетан друге класе | Интендантски поручник | Интендантски поручник | Интендантски поручник | Интендантски потпоручник | Интендантски потпоручник | Интендантски потпоручник |  |  |  |  |  |  |  |  |  |  |  |  |  |

### Судска служба
|                |                |                         |                         |                         |                         |                         |                         |                         |                         |                 |                 |                    |                    |              |              |                           |                            |                 |                 |                 |                    |                    |                    |  |  |  |  |  |  |  |  |  |  |  |  |  |
| Судски генерал | Судски генерал | Судски бригадни генерал | Судски бригадни генерал | Судски бригадни генерал | Судски бригадни генерал | Судски бригадни генерал | Судски бригадни генерал | Судски бригадни генерал | Судски бригадни генерал | Судски пуковник | Судски пуковник | Судски потпуковник | Судски потпуковник | Судски мајор | Судски мајор | Судски капетан прве класе | Судски капетан друге класе | Судски поручник | Судски поручник | Судски поручник | Судски потпоручник | Судски потпоручник | Судски потпоручник |  |  |  |  |  |  |  |  |  |  |  |  |  |

### Ваздухопловно-техничка служба
|                                         |                                         |                                         |                                         |                                         |                                         |                                         |                                         |                                         |                                         |                                 |                                 |                                    |                                    |                              |                              |                                           |                                            |                                 |                                 |                                 |                                    |                                    |                                    |  |  |  |  |  |  |  |  |  |  |  |  |  |
| Ваздухопловно-технички бригадни генерал | Ваздухопловно-технички бригадни генерал | Ваздухопловно-технички бригадни генерал | Ваздухопловно-технички бригадни генерал | Ваздухопловно-технички бригадни генерал | Ваздухопловно-технички бригадни генерал | Ваздухопловно-технички бригадни генерал | Ваздухопловно-технички бригадни генерал | Ваздухопловно-технички бригадни генерал | Ваздухопловно-технички бригадни генерал | Ваздухопловно-технички пуковник | Ваздухопловно-технички пуковник | Ваздухопловно-технички потпуковник | Ваздухопловно-технички потпуковник | Ваздухопловно-технички мајор | Ваздухопловно-технички мајор | Ваздухопловно-технички капетан прве класе | Ваздухопловно-технички капетан друге класе | Ваздухопловно-технички поручник | Ваздухопловно-технички поручник | Ваздухопловно-технички поручник | Ваздухопловно-технички потпоручник | Ваздухопловно-технички потпоручник | Ваздухопловно-технички потпоручник |  |  |  |  |  |  |  |  |  |  |  |  |  |

### Укинуте ознаке
| Војна ознака | Адмирал            |
| Установљена  | 11. јануара 1924.  |
| Укинута      | 6. септембра 1929. |

## Војно-технички чиновници
По правилу службе ВКЈ, подофицири који би испунили услове за официрски чин без завршене војне академије стицали су чинове нижих војних чиновника различитих класа, који су били еквивалентни одговарајућим официрским чиновима.
Класе војних чиновника биле су:
| Класа                         | Чин              |
| ----------------------------- | ---------------- |
| Виши војни чиновник I класе   | Бригадни генерал |
| Виши војни чиновник II класе  | Пуковник         |
| Виши војни чиновник III класе | Потпуковник      |
| Виши војни чиновник IV класе  | Мајор            |
| Нижи војни чиновник I класе   | Капетан I класе  |
| Нижи војни чиновник II класе  | Капетан II класе |
| Нижи војни чиновник III класе | Поручник         |
| Нижи војни чиновник IV класе  | Потпоручник      |

## Заставе генералских чинова
- Војвода
- Армијски
генерал
- Дивизијски
генерал
- Бригадни
генерал